# Tschuniri

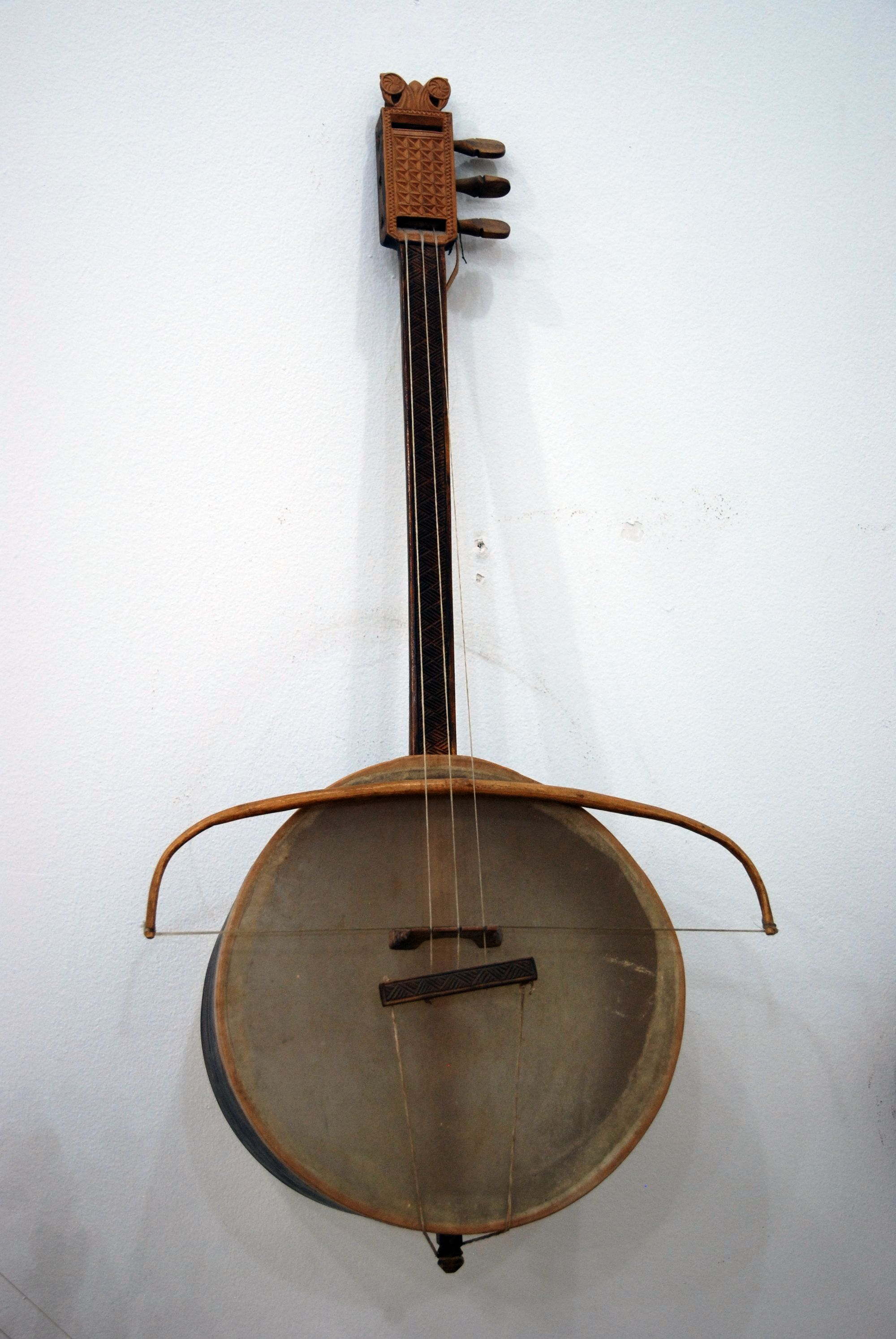
Tschuniri

Tschuniri (georgisch ჭუნირი)  auch chuniri, čuniri, ist eine dreisaitige Spießgeige mit einem kreisrunden, röhrenförmigen Korpus, die in der georgischen Gebirgsregion Swanetien zur nationalen Musiktradition gehört und zur Begleitung von Liedern und Tänzen gespielt wird. In benachbarten Regionen des Kaukasus im Norden Georgiens besitzt die zweisaitige tschianuri (chianuri, čianuri) einen aus einem Holzblock gefertigten bootsförmigen Korpus. Die beiden einzigen traditionellen georgischen Streichinstrumente werden aufgrund ihrer ähnlichen musikalischen Verwendung zusammen beschrieben.

## Herkunft und Verbreitung
Lauten mit einem röhrenförmigen Korpus und einem diametral durch den Korpus gesteckten Hals (Röhrenlauten) sind innerhalb Asiens besonders in Ost- und Südostasien verbreitet und kommen in zwei unterschiedlichen Bauarten vor. Mit dem Gattungsnamen huqin werden in der chinesischen Musik Streichlauten zusammengefasst, die lange Röhren mit einem verhältnismäßig kleinen Durchmesser besitzen. Hierzu zählen unter anderem die zweisaitige erhu, die erxian, die sanxian, die kleinere jinghu aus einer Bambusröhre und die weniger bekannte panhu, deren Bogenbespannung zwischen den beiden Saiten und dem Hals durchgezogen ist. Das seit der Ming-Dynastie (1368–1644) belegte Wort huqin verweist auf einen nördlichen zentralasiatischen Ursprung, denn hu bedeutet auf Chinesisch „nördliche Stämme“ und qin steht für Saiteninstrumente im Allgemeinen. Die erste, von nomadischen Völkern mit einem Bambusstab gestrichene Röhrenlaute xiqin tauchte zusammen mit ähnlichen Instrumenten während der Song-Dynastie (960–1279) in China auf. Ende des 19. Jahrhunderts gelangte diese Form vermutlich mit arabischen Händlern nach Ostafrika, wo neben zahlreichen weiteren einsaitigen Röhrenspießgeigen in Uganda die endingidi und in Malawi die kaligo gespielt werden.
Die Röhrenlauten der zweiten Bauart mit einem rahmenförmigen flachen Korpus tragen in Ostasien wegen ihres großen kreisrunden Durchmessers den Beinamen „Mondlauten“. Gezupfte Vertreter dieser Gruppe sind die chinesische yueqin mit kurzem Hals und die vietnamesische Langhalslaute đàn nguyệt, beide mit Bünden. Die in ihrer Korpusform der vietnamesischen Laute ähnelnde tschuniri stellt im westlichen Asien eine Besonderheit dar. Mit einer aus der nomadischen Tradition stammenden Spielweise gehört sie eher zum Umfeld der mongolischen Kastenspießlaute morin chuur (Pferdekopfgeige) als zu den schalenförmigen Spießlauten des arabisch-persischen Raums (kamantsche oder ghichak).
Die gegenüber den Röhrenlauten weitaus häufigeren gestrichenen Schalenlauten gelangten unter ihrem alten turksprachigen Namen ıklığ (von oklu, „mit einem Bogen“) mit den nomadischen Turkvölkern von Zentralasien nach Westen, wo sie etwa seit dem 14. Jahrhundert in Anatolien überliefert sind und zum Vorläufer der kabak kemane wurden. Die swanetische tschuniri wird in der Literatur seit der zweiten Hälfte des 17. Jahrhunderts erwähnt.
Die tschianuri ist in den nordgeorgischen Bergregionen von Ratscha im Westen über Chewsuretien bis Tuschetien im Osten verbreitet; bis Anfang des 20. Jahrhunderts gab es sie auch in Gurien. Die dreisaitige tschuniri ist auf Swanetien beschränkt. In der Republik Abchasien übernimmt die zweisaitige Fidel apkhertsa gelegentlich die Rolle der tschianuri als Begleit- oder Melodieinstrument eines Chors. Das bekannteste ossetische Streichinstrument, die zwei- oder dreisaitige fandir, begleitete früher epische Gesänge und wird seit Mitte des 20. Jahrhunderts teilweise durch die europäische Violine ersetzt. Die Tschetschenen kennen neben der gezupften Langhalslaute detschig-pondur eine dreisaitige gestrichene adchonku pondur (adxoky-pondur, „gestrichene Pondur“), die in ihrer Funktion ebenfalls der tschianuri entspricht. Die Karatschaier und Balkaren unterscheiden eine gezupfte kil-kobuz von einer gestrichenen zhil-kobuz.

## Bauform

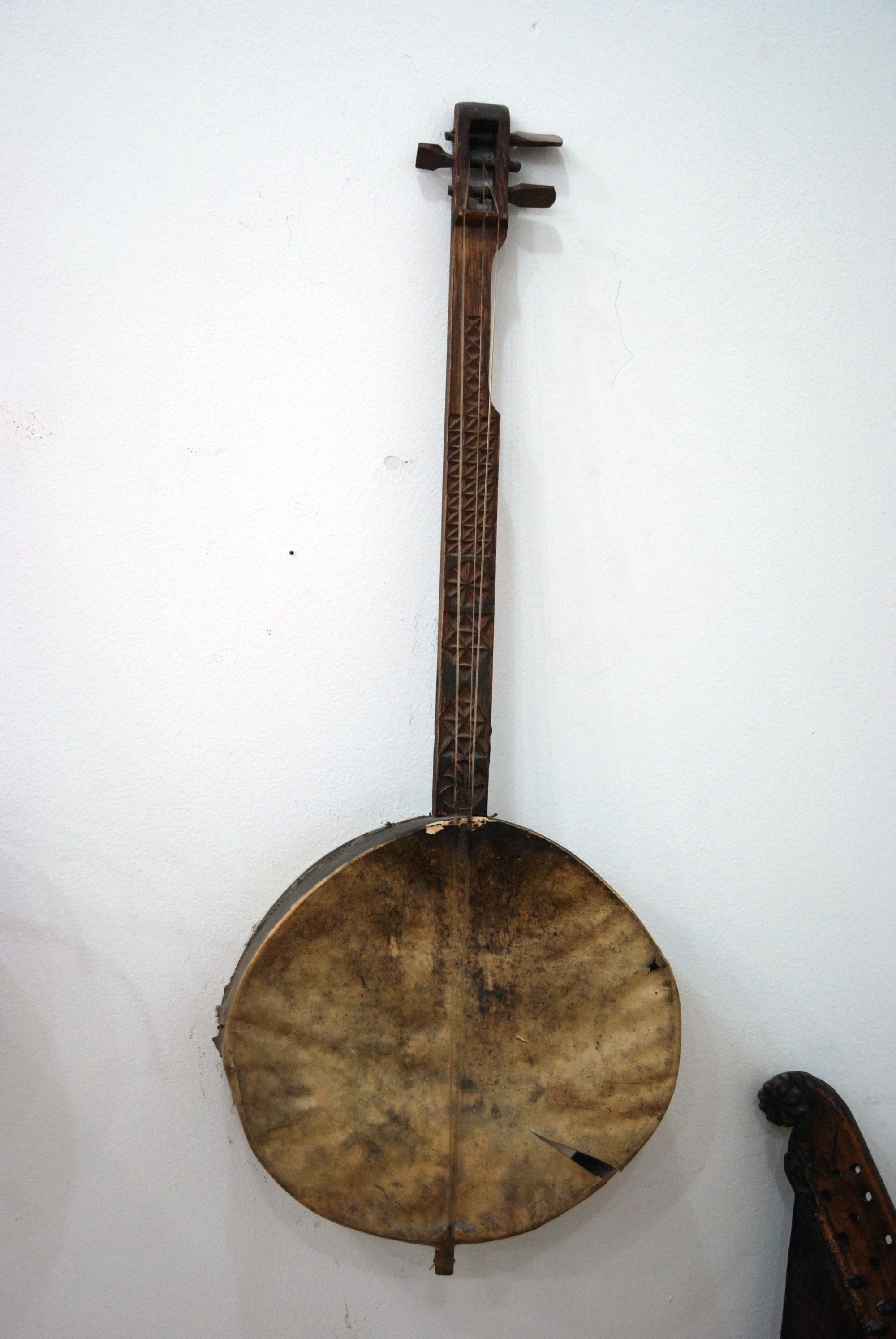
Tschuniri. Beide Abbildungen: State Museum of Georgian Folk Songs and Musical Instruments in Tiflis

Die tschuniri besitzt einen kreisrunden bis leicht ovalen Korpus aus einem dünnen Streifen Tannen- oder Kiefernholz, der mit einer ungegerbten Tierhaut bespannt ist. Die Haut wird feucht aufgelegt und über den Rand geschlagen, beim Trocknen erhält sie ihre Spannung. Die Unterseite ist wie bei einer Rahmentrommel offen. Der rechteckige Hals aus Birken- oder Eichenholz durchdringt den Rahmen diagonal dicht unter der Membran und ragt als runder Stift wenige Zentimeter an der gegenüberliegenden Seite hinaus. Dort sind die früher aus Pferdehaar gedrehten, heute meist aus Nylon bestehenden Saiten festgebunden, die über einen mittig lose aufgesetzten Steg bis zum Wirbelkasten führen, wo sie an seitenständigen Holzwirbeln aufgewickelt werden. Die Gesamtlänge des Instruments beträgt 70 bis 80 Zentimeter.
Der gänzlich andersartige, bootsförmige Korpus der tschianuri wird wie bei der Zupflaute panduri aus einem Holzblock ausgehöhlt und anstelle einer hölzernen Decke ebenfalls mit einer Membran bespannt. Die verwendeten Holzarten sind dieselben. Der Streichbogen ist an den Enden mit Kerben versehen, an denen eine Pferdehaarschnur festgebunden ist, deren Spannung den Bogenstab in einer stark konvexen Form hält. Alle zwei beziehungsweise drei Saiten werden stets gleichzeitig gestrichen.
Die zwei Saiten der tschianuri sind auf eine große Terz gestimmt, die dreisaitige tschuniri im Abstand einer Sekunde und einer Terz. Mögliche Stimmungen sind as – c1, bei der tschuniri a – c1 – d1 oder as – b – des1. Der Hals besitzt keine Bünde. Die Saiten werden mit den Fingerkuppen verkürzt, ohne sie auf den Hals niederzudrücken; feine Berührungen ergeben Flageoletttöne. Um die für die gewünschte Klangqualität und Resonanz erforderliche Membranspannung zu erhalten, wird das Instrument trocken aufbewahrt und vor dem Spiel an einem Feuer aufgewärmt. Mit demselben Verfahren wird die Tonhöhe bei ähnlich gebauten Trommeln eingestellt. Die tschuniri wird beim Spielen senkrecht zwischen den Knien gehalten.

## Spielweise
In den Bergen im Westen Georgiens (Swanetien und Radscha) herrschen regionale Gesangsstile der georgischen Mehrstimmigkeit mit komplex-parallelen Melodielinien vor. Die einfachen Harmonien der Lieder in den östlichen Bergregionen werden durch die beweglichere zwei- bis dreistimmige Polyphonie der swanetischen rituellen Lieder, Tanz- und Wiegenlieder übertroffen. Der Tonraum vieler swanetischer Lieder ist eng und umfasst kaum mehr als eine Terz oder Quarte. Alle Lieder haben kurze Strophen. Die Streichlaute wird von Männern und Frauen immer einzeln gespielt, in Swanetien auch zusammen mit der alten, nur noch hier erhaltenen sechssaitigen Winkelharfe tschangi. In Radscha werden Tischlieder als dreistimmige Chorgesänge mit einem ebenso geringen Tonraum vorgetragen. Allgemein begleitet die tschianuri epische Gesänge, lyrische Liebeslieder, komische Verse oder Tanzlieder, häufig unisono mit der Gesangsstimme. Frauen in Westgeorgien spielen die tschianuri neben der gezupften Langhalslaute tschonguri auch zur Begleitung von Ernteliedern (naduri). In Tuschetien und Chewsuretien im Osten gab es auch Solostücke für tschianuri.
In swanetischen Bestattungsritualen gewinnt die tschuniri eine magische Bedeutung, ähnlich wie die tschonguri in Gurien. Nach dem alten Seelenglauben kann sich die Seele vom Körper entfernen. Bei einem außerhalb seines Hauses Verstorbenen muss die Seele mit Hilfe der tschuniri zurückgebracht werden. Das Instrument wird am Unglücksort bis zum Morgengrauen gespielt, dann bewegt sich die Prozession zu dessen Haus.
Zur seit Jahrhunderten institutionalisierten Jagd haben sich in Swanetien auf mythologischen Vorstellungen basierende Bräuche erhalten, wonach die Jagd als quasi heilige Angelegenheit angesehen wird. Die anlässlich der Jagd aufgeführten Tänze sind überwiegend Rundtänze, bei denen sich die Teilnehmer an den Schultern umgreifend im Kreis bewegen. Die Verse werden von zwei Chören dialogisch gesungen und in einem schneller werdenden Tempo wiederholt. In anderen, von einer Solostimme vorgetragenen Jagdliedern übernimmt die tschuniri die Gegenstimme.
Die Spielweise der georgischen Saiteninstrumente steht in einer entwicklungsgeschichtlichen Beziehung mit den mehrstimmigen Gesangsformen. Die Zahl der harmonisch zusammenklingenden Saiten richtet sich nach den Stimmen des Chorgesangs. Demzufolge stellen die dreisaitige panduri und tschuniri eine Weiterentwicklung ihrer zweisaitigen Vorläufer dar. Die viersaitige tschonguri nimmt als Pendant zum vierstimmigen polyphonen Gesang, der einzig in der westgeorgischen Ebene von Gurien vorkommt, den Rang des kultiviertesten georgischen Saiteninstruments ein. Weil sich mit dem Bogen langanhaltende Töne produzieren lassen, eignen sich tschianuri und tschuniri besser als Zupfinstrumente, die Gesangsstimme zu ersetzen.
Panflöten sind Hirteninstrumente. In Gurien verwendeten Hirten bis Anfang 20. Jahrhundert die Panflöte soinari (in Mingrelien larchemi) als Signal, um Marder zu schießen. Sie wurden fast nie zusammen mit anderen Musikinstrumenten gespielt. Eine seltene Ausnahme stellte die Kombination mit der Rahmentrommel daira und einer tschuniri dar.